# Sachsenhausen (KL)

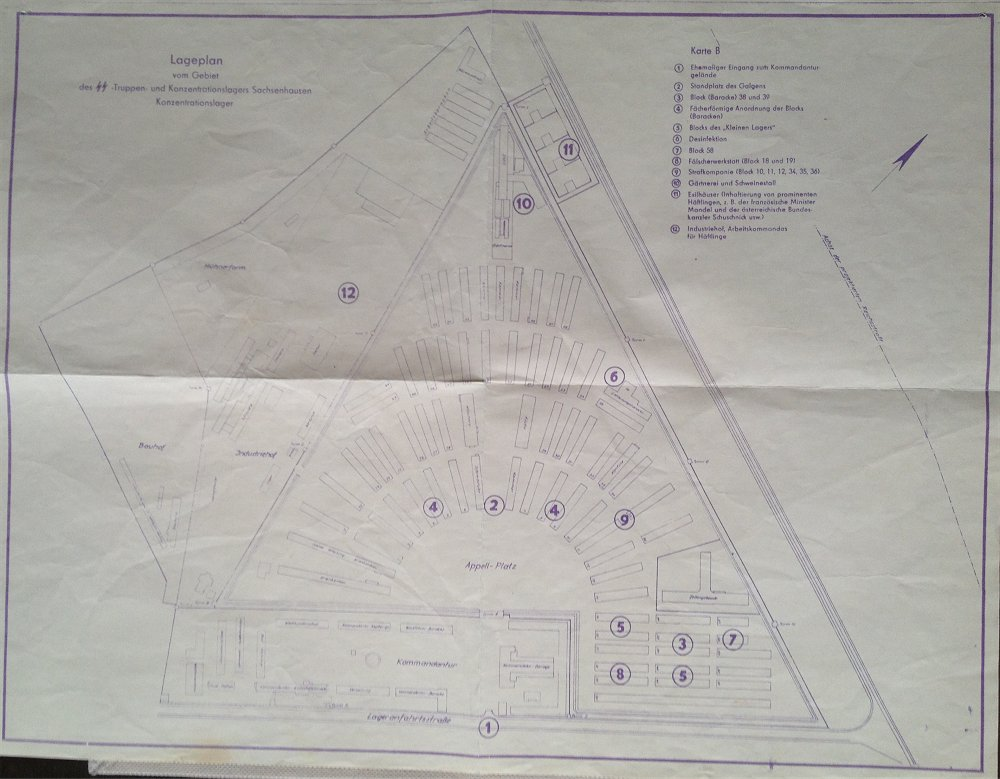
Plan niemieckiego obozu koncentracyjnego w Sachsenhausen. Oryginał, rękopis 55 × 42 cm. Kolekcja prywatna.

Konzentrationslager Sachsenhausen – niemiecki nazistowski obóz koncentracyjny założony w lipcu 1936 w miejscowości Sachsenhausen (obecnie dzielnica Oranienburga), około 30 km na północ od Berlina. Funkcjonował do 22 kwietnia 1945.

## Historia obozu
Obóz został założony z rozkazu Heinricha Himmlera, tuż po objęciu przez niego kierownictwa całego aparatu policyjnego III Rzeszy. Obóz założono nieopodal Oranienburga, do którego przeniesiono inspektorat nadzoru nad wszystkimi obozami koncentracyjnymi Rzeszy.
Komendantami obozu Sachsenhausen byli:
1. Michel Johann Lippert – 12 lipca 1936 – październik 1936
2. Karl Otto Koch – październik 1936 – 16 lipca 1937
3. Hans Helwig – 1 sierpnia 1937 – 1 maja 1938
4. Hermann Baranowski – 1 maja 1938 – wrzesień 1939
5. Walter Eisfeld – wrzesień 1939 – marzec 1940
6. Hans Loritz – 1 kwietnia 1940 – 1 września 1942
7. Anton Kaindl – 1 września 1942 – 22 kwietnia 1945

Obóz został zbudowany przez więźniów KL Esterwegen na obszarze zamkniętym w równoramiennym trójkącie, w środku podstawy którego umieszczono wieżę A z bramą wejściową. Później obóz rozbudowywano.
SS uważała Sachsenhausen, za H. Himmlerem, za wzorcowy obóz pod względem organizacyjnym. Stąd już w 1938 r. w wydzielonych budynkach na terenie obozu został pomieszczony Inspektorat Obozów koncentracyjnych (Inspektion der Konzentrationslager), zarządzający wszystkimi niemieckimi obozami koncentracyjnymi, w tym również zlokalizowanymi w okupowanej Polsce. Szkoliło się tu wielu komendantów i wysokich funkcjonariuszy SS, którzy później obejmowali funkcje w innych obozach (m.in. Rudolf Höß – późniejszy komendant KL Auschwitz).

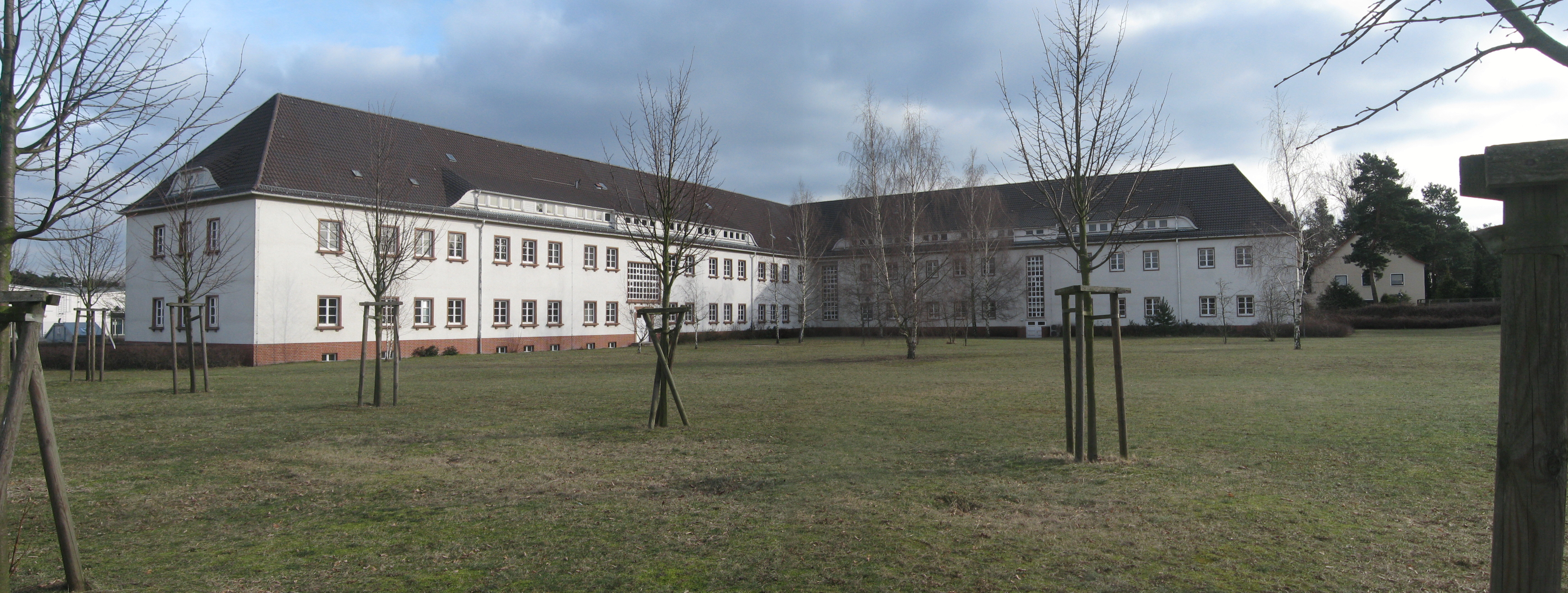
Budynki Inspektoratu Obozów koncentracyjnych

W obozie Sachsenhausen dokonywano zbrodniczych eksperymentów medycznych na więźniach, które często kończyły się śmiercią lub kalectwem. Między innymi w 1941 r. przeprowadzono tu na jeńcach sowieckich próby masowego uśmiercania przy pomocy gazu w zaadaptowanych do tego celu ciężarówkach, których potem używano m.in. w ośrodku zagłady Kulmhof i w KL Majdanek. W 1942 roku zbudowano komorę gazową, krematoria i izbę przeznaczoną do egzekucji przez rozstrzelanie.
W latach 1942–1944, w wydzielonych dodatkowym ogrodzeniem barakach 18 i 19, około 140 więźniów, pracowało nad fałszowaniem funtów brytyjskich, paszportów, wiz, pieczęci i innych dokumentów. W przypadku funtów sfałszowane banknoty praktycznie nie różniły się od oryginałów. Fakt ten upamiętnia obecnie skromna ekspozycja na terenie obozu.

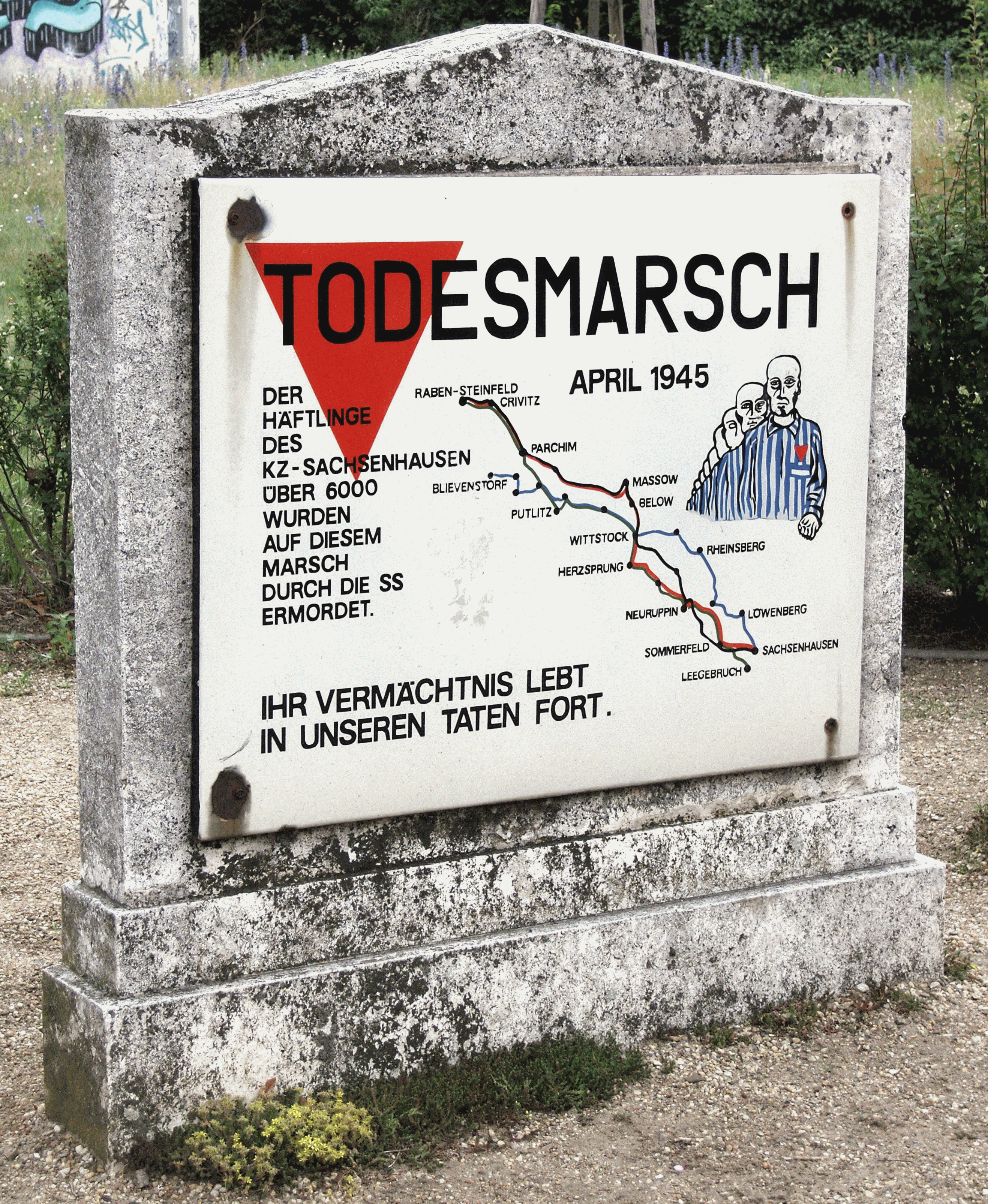
Tablica pamiątkowa upamiętniająca „marsz śmierci” więźniów KL Sachsenhausen

Na początku 1945 roku w obozie znajdowało się prawie 60 000 więźniów, a dalsze 20 000 w podobozach. Po przekroczeniu Odry przez Armię Czerwoną, rozpoczęto ewakuację obozu w dniu 1 lutego 1945. Więźniów niezdolnych do marszu wymordowano, innych popędzono w „marszach śmierci” do innych obozów, m.in. do KL Mauthausen-Gusen oraz Bergen-Belsen. Na początku kwietnia 1945 r. obóz został zbombardowany przez lotnictwo alianckie (ze względu na fabrykę granatników). Zginęło około 800 więźniów.
Obóz został wyzwolony 22 kwietnia 1945 r. przez oddziały 2 Warszawskiej Dywizji Piechoty im. Henryka Dąbrowskiego Wojska Polskiego oraz Armii Czerwonej. W obozie w tym momencie znajdowało się jedynie 3000 więźniów, z których kilkaset zmarło w okresie kilku tygodni po wyzwoleniu.
Obozowi podlegała ponad setka podobozów i komand zewnętrznych. Więźniowie byli używani do pracy niewolniczej dla niemieckich przedsiębiorstw, m.in. zakładów lotniczych Heinkel w Oranienburgu czy fabryki Siemens, lub AEG w niedalekim Berlinie.
Funkcjonowanie obozu na przełomie 1939/1940 roku szczegółowo opisał we wspomnieniach Jan Gwiazdomorski. Główną formą udręczenia fizycznego więźniów w obozie, zwłaszcza w okresie zimowym, były odbywające się trzy razy dziennie długotrwałe apele pod gołym niebem, na mrozie i śniegu, przy braku ciepłej odzieży i niewystarczającym wyżywieniu. Na apelach przeliczano uszeregowanych więźniów, przy tym nad niektórymi znęcano się lub karano ich. Apel poranny trwał około 30 minut, południowy około 20 minut i wieczorny około 45 minut, bywały one również przedłużane. Zimno panowało również w barakach, więźniowie oprócz bielizny mieli jedynie koce. Jedzenie było niewystarczające i złej jakości, wśród więźniów stale panował głód. Więźniowie poddawani byli poniżającemu traktowaniu, byli bici bez powodów lub zmuszani do wyczerpującego wysiłku fizycznego przez esesmanów lub personel nadzorczy rekrutujący się z więźniów, często okrutnych przestępców. Część więźniów kierowana była do pracy niewolniczej w ciężkich warunkach, pracując m.in. w klinkierni w okolicy obozu. Więźniowie niepracujący byli zmuszani do stania w barakach w godzinach pracy, w ramach tzw. Stehkommando. Zimno i niedożywienie sprzyjały chorobom, zwłaszcza tym, które powodowały biegunkę, przy jedynie iluzorycznej opiece medycznej w szpitalu obozowym, tzw. rewirze.

## Więźniowie i ofiary

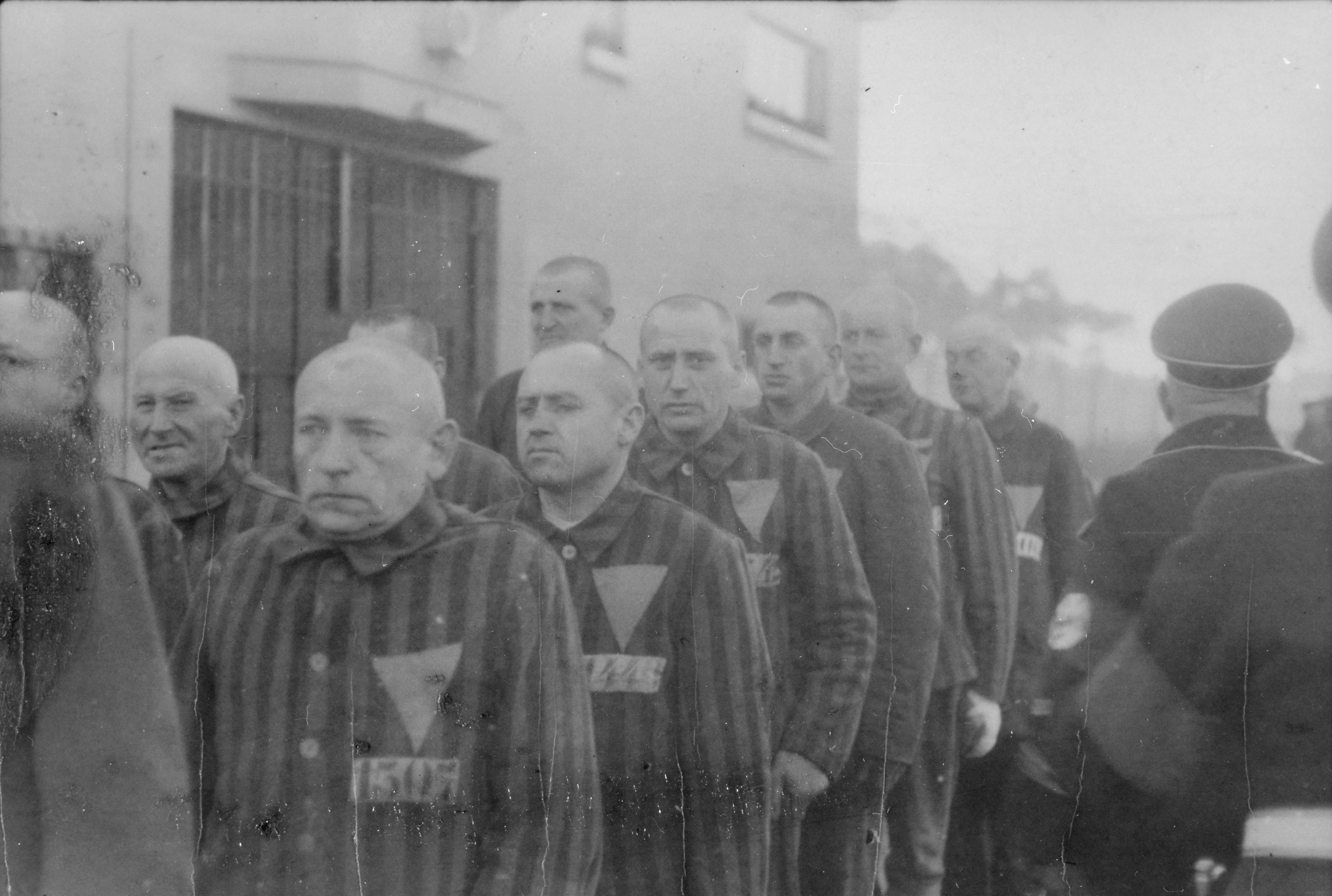
Więźniowie KL Sachsenhausen

Więźniami byli obywatele wielu narodowości: Polacy, Niemcy, jeńcy sowieccy, Romowie, Sinti, później Żydzi. Był to obóz tzw. „zielony”, czyli przebywali w nim na początku więźniowie „nie-polityczni”, jak również lotnicy brytyjscy czy dzieci oraz Świadkowie Jehowy.
Polacy byli, obok Austriaków, pierwszymi obcokrajowcami, którzy tu zostali osadzeni. Wkrótce po wybuchu II wojny światowej, od 28 września 1939 przetrzymywano w obozie kilkaset osób narodowości polskiej mieszkających i pracujących przed wojną w Westfalii, głównie górników biorących udział w działalności polskich stowarzyszeń. Do zimy 1939 roku Polacy z Niemiec i okupowanej Polski stali się liczną mniejszością w obozie. 28 listopada 1939 do obozu trafił transport polskich profesorów i innych pracowników nauki z Krakowa, aresztowanych w ramach Sonderaktion Krakau. Pierwszy transport więźniów z warszawskiego więzienia Pawiaka wyruszył 2 maja 1940 roku. Niemcy skierowali do niego ośmiuset więźniów politycznych z grona polskiej inteligencji aresztowanych w ramach Intelligenzaktion. W 1941 r. do obozu trafiła grupa łódzkiej młodzieży męskiej, aresztowana w maju 1940 r. podczas dużej akcji represyjnej łódzkiego gestapo przeciwko niej. Najpierw osadzono ich w KL Dachau.
W Sachsenhausen więziono 169 profesorów i pracowników naukowych Uniwersytetu Jagiellońskiego i Akademii Górniczo-Hutniczej w Krakowie, z których 120 zwolniono 8 lutego 1940 po osobistej interwencji Benito Mussoliniego.
Jesienią 1939 do obozu trafili czescy studenci, uwięzieni w odwet za gromadny pogrzeb Jana Opletala.
Wśród wybitnych ludzi polskiej nauki, którzy zostali zamordowani lub zmarli w wyniku ciężkich warunków obozowych, byli m.in.:
- Arnold Bolland – chemik-technolog, rektor Akademii Handlowej w Krakowie, docent Uniwersytetu Jagiellońskiego i Politechniki Lwowskiej,
- Ignacy Chrzanowski – historyk literatury, profesor Uniwersytetu Jagiellońskiego,
- Stanisław Estreicher – historyk prawa, bibliograf, profesor i kilkukrotny rektor Uniwersytetu Jagiellońskiego,
- Tadeusz Garbowski – zoolog, literat, filozof, profesor Uniwersytetu Jagiellońskiego,
- Kazimierz Kostanecki – anatom, profesor Uniwersytetu Jagiellońskiego, prezes Polskiej Akademii Umiejętności,
- Paweł Łoziński – anatom, profesor Uniwersytetu Jagiellońskiego,
- Antoni Meyer – prawnik, wykładowca Akademii Górniczo-Hutniczej w Krakowie,
- Jan Nowak – geolog, profesor Uniwersytetu Jagiellońskiego,
- Kazimierz Piech – botanik, profesor Uniwersytetu Jagiellońskiego,
- Feliks Rogoziński – fizjolog, profesor Uniwersytetu Jagiellońskiego,
- Adam Marian Rożański – inżynier rolnik, profesor Uniwersytetu Jagiellońskiego,
- Michał Siedlecki – zoolog, publicysta i podróżnik, profesor Uniwersytetu Jagiellońskiego,
- Jerzy Smoleński – geograf, profesor Uniwersytetu Jagiellońskiego,
- Leon Sternbach – filolog klasyczny, bizantynista, profesor Uniwersytetu Jagiellońskiego,
- Władysław Takliński – technolog, profesor mechaniki teoretycznej i rektor Akademii Górniczo Hutniczej w Krakowie,
- Władysław Vorbrodt – fizjolog, profesor i kierownik katedry chemii rolnej Uniwersytetu Jagiellońskiego,
- Jan Włodek – agronom, profesor Uniwersytetu Jagiellońskiego.

W obozie tym byli także przetrzymywani między innymi: biskup polskiego Kościoła Ewangelickiego – Juliusz Bursche i jego trzej przyrodni bracia: Edmund (pastor), Alfred (adwokat) i Teodor (architekt – jedyny z braci, który przeżył okupację), a także ks. Jerzy Kahané, ks. Waldemar Preiss, oraz beatyfikowany przez papieża Jana Pawła II ks. Michał Piaszczyński.
Zginęli tu:
- Władysław Goral – biskup pomocniczy diecezji lubelskiej,
- Bolesław Roja – generał dywizji Wojska Polskiego II RP, oficer Legionów Polskich, poseł na Sejm RP,
- Stefan Grot-Rowecki – komendant Armii Krajowej; w celi, w której był więziony w karcerze, umieszczono tablicę pamiątkową.

W KL Sachsenhausen prawie całą wojnę spędzili m.in. były premier Hiszpanii Francisco Largo Caballero, były kanclerz Austrii Kurt Schuschnigg oraz przywódca Organizacji Ukraińskich Nacjonalistów (OUN) Stepan Bandera.
Więźniami tego obozu byli również Ślązacy – powstańcy śląscy sprzed wojny, osadzeni tam i zamordowani w okresie drugiej wojny światowej.
Przeciętnie w obozie przebywało około 50 000 osób – ogółem przez KL Sachsenhausen i jego filie przeszło ich ponad 200 000, z których dziesiątki tysięcy zginęły, choć dokładną liczbę ofiar trudno ustalić.
Więźniów wykorzystywano do pracy niewolniczej, podczas której byli oni mordowani oraz umierali z wycieńczenia i chorób.

## Dzieje powojenne

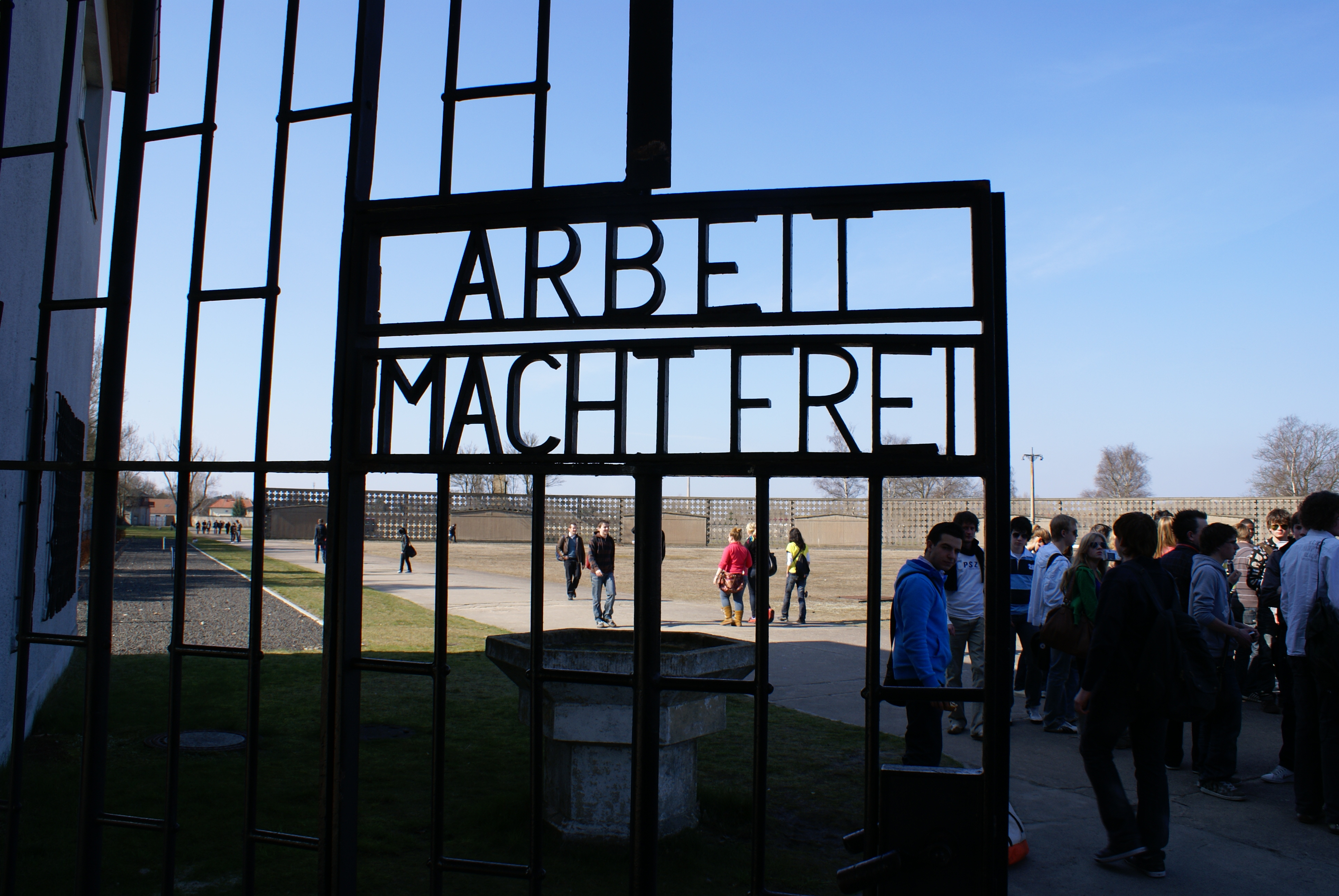
Brama wejściowa w wieży A z napisem Arbeit macht frei, za nią plac apelowy, a w tle pomnik

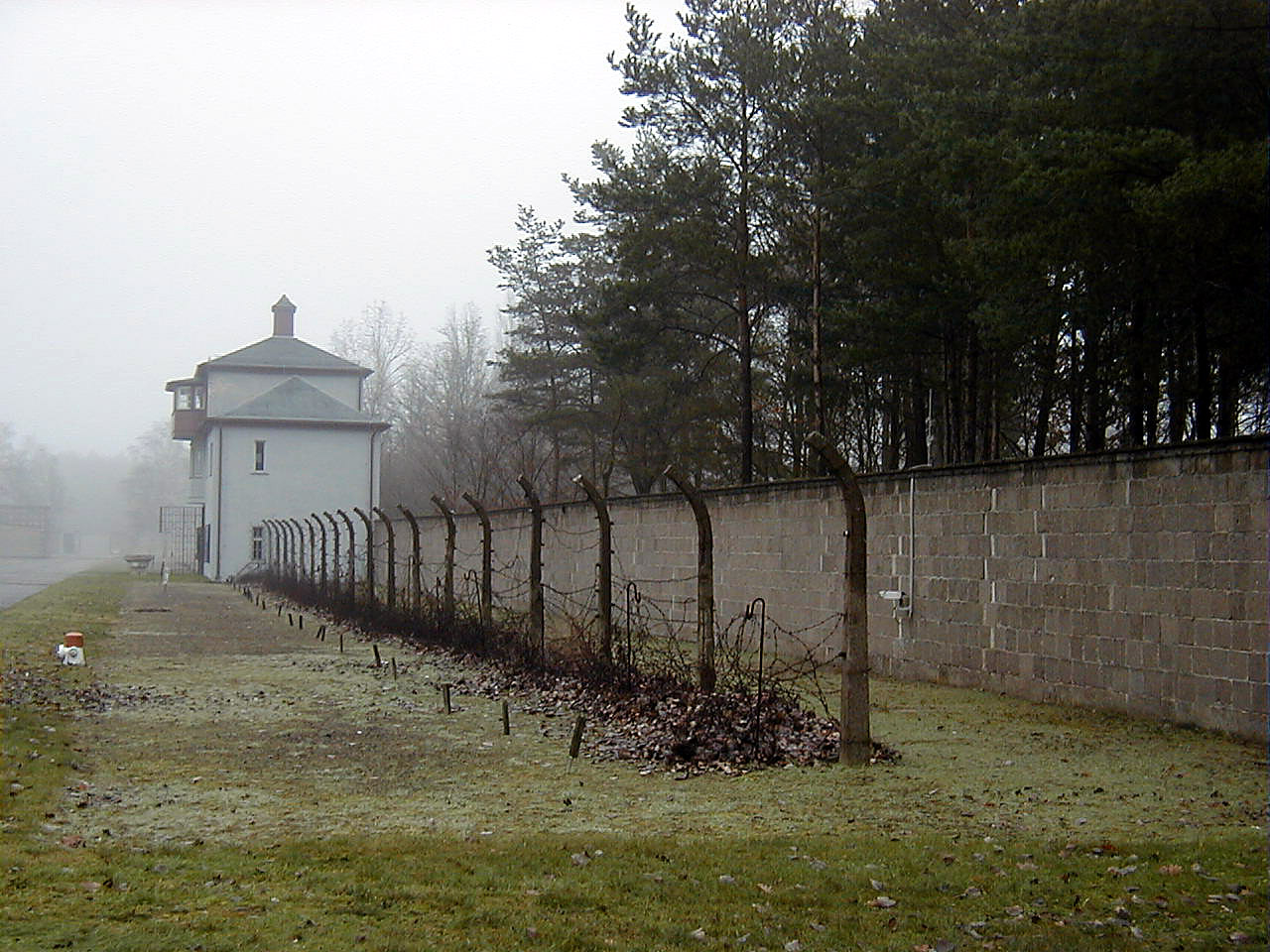
Zachowane ogrodzenie obozu (2001)

Tereny obozu zostały wykorzystane przez Sowietów. Utworzyli tu jeden z dziesięciu tajnych obozów istniejących na terenie podległych im obszarów Niemiec. Umieszczano w nim funkcjonariuszy NSDAP, osoby podejrzane o opór przeciwko sowieckiej okupacji Niemiec, żołnierzy Armii Czerwonej, których podejrzewano o dezercję lub kontakty ze światem kapitalistycznym. Utworzono też szpital dla żołnierzy sowieckich zarażonych chorobami wenerycznymi na skutek masowych gwałtów, których dopuszczali się na Niemkach. Obóz, teraz wzorowany na gułagach, istniał do 1950 roku. Przeszło przezeń około 60 000 osób, z czego 12 000 zmarło na skutek chorób, wycieńczenia, głodu. Przy likwidacji obozu w 1953 r. wysadzono krematorium.

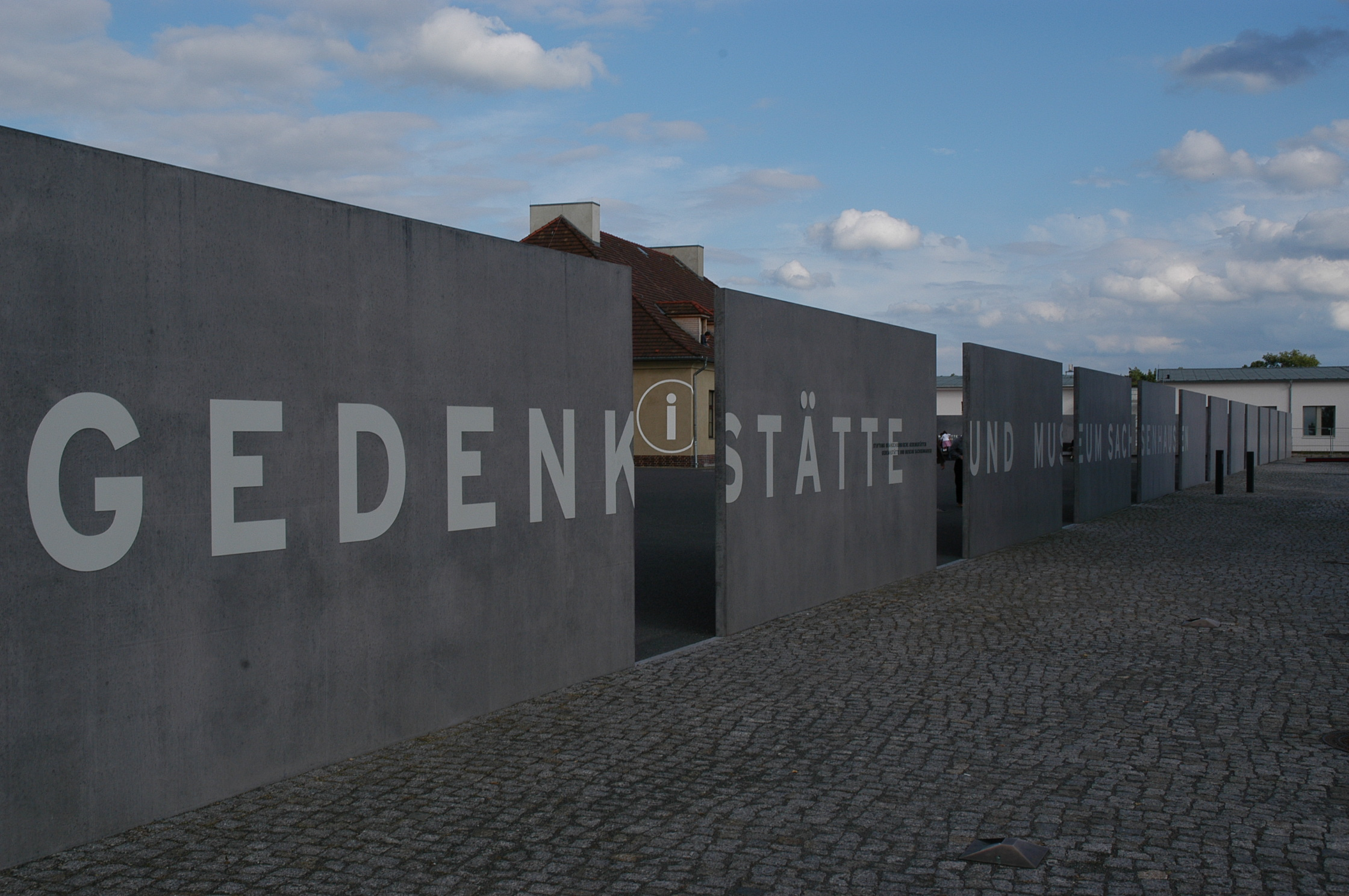
Sachsenhausen; widok obecny; muzeum

W 1961 roku na terenie byłego obozu otwarto Muzeum Międzynarodowego Ruchu Oporu. W 1993 Muzeum zostało gruntownie odnowione. Zmieniono koncepcję ekspozycji. Zamiast jednego muzeum, ekspozycję rozmieszczono w 13 miejscach, których dotyczy. Zrekonstruowano kilka baraków przedstawiających życie codzienne więźniów i karcer. W miejsce betonowego zadaszenia ruin krematorium, wybudowanego jeszcze w czasach NRD, postawiono ażurową białą konstrukcję. Pozostawiono enerdowski pomnik antyfaszystowski. Na teren obozu wchodzi się przez główne wejście w wieży A przez bramę z napisem „Arbeit macht frei”. Zamknięto przejście w rogu obozu wybudowane w czasach NRD.
W roku 1992 bojówki neonazistowskie podpaliły jeden z baraków. Obecnie barak ten jest zabezpieczony szklanymi szybami tak, że widoczne są efekty podpalenia.